# Apollos Epafroditowitsch Mussin-Puschkin
Apollos Epafroditowitsch Mussin-Puschkin (russisch Аполлос Эпафродитович Мусин-Пушкин; * 1725 in St. Petersburg; † 29. Junijul. / 10. Juli 1771greg. ebenda) war ein russischer Offizier, Staatsbeamter, Übersetzer und Bergbauingenieur.

## Leben
Mussin-Puschkin gehörte zur gräflichen Uradelsfamilie Mussin-Puschkin. Sein Großvater Iwan Mussin-Puschkin war ein Mitkämpfer und Vertrauter Peters I. Mussin-Puschkin hatte zwei ältere Schwestern Jelena (1720–1775) und Jekaterina (1721–1812), die den Senator Michail Jakowlewitsch Maslow heiratete.
Mussin-Puschkin absolvierte das Kadettenkorps (Abschluss 1743) und diente dann in der Kaiserlich Russischen Armee bis 1757.
Mussin-Puschkin wechselte in den Zivildienst und war Mitglied der Kanzlei der Hauptverwaltung der Berg- und Hüttenwerke in Jekaterinburg und Vizepräsident des Bergkollegiums (Amt für Bergbauwesen). 1763 wurde er Oberchef Jekaterinburgs und führte die Kanzlei der Hauptverwaltung der sibirischen, Kasaner und Orenburger Berg- und Hüttenwerke. Im selben Jahr veröffentlichte er in einer Zeitschrift die Übersetzung einer Satire Voltaires, die von Jekaterina Woronzowa-Daschkowa gelobt wurde. Für Michail Cheraskows Übersetzung der Encyclopédie ou Dictionnaire raisonné des sciences, des arts et des métiers übersetzte Mussin-Puschkin den Artikel über die Mineralogie. Im Russischen Staatsarchiv Alter Akten ist sein Aufsatz über die Produktion von Kupfermünzen im Staat erhalten.
Mussin-Puschkin wurde 1767 Präsident des Bergkollegiums mit Ernennung zum Wirklichen Staatsrat (IV. Rangklasse) als Nachfolger Johann Wilhelm Schlatters. 1769 stellte er die Instruktion über die Verfahren zur Gewinnung der Steinkohle fertig. 1770 schlug er  der Kaiserin Katharina II. die Produktion von Kupfermünzen mit dem Nennwert von 1 Rubel mit einer von ihm erfundenen Maschine vor. Mit der Herstellung dieser Münzen wurde das Sestrorezker Waffenkontor beauftragt. Unter seiner Leitung wurde 1771 das Projekt des Baus von Bergbau-Schulen erstellt, das zusammen mit dem Antrag des Unternehmers Ismagil Tassimow zur Gründung der Bergbauschule in St. Petersburg führte. Nachfolger Mussin-Puschkins wurde nach seinem Tod Michail Soimonow.
Mussin-Puschkin war mit der Schwester des Feldmarschalls Michail Kamenski Jelisaweta Fedotowna Tatischtschewa geborene Kamenskaja verheiratet. Ihr Sohn war der Naturforscher Apollos Apollossowitsch Mussin-Puschkin.